# 17e étape du Tour de France 2002
Pour un article plus général, voir Tour de France 2002.
La 17e étape du Tour de France 2002 a eu lieu le 25 juillet 2002 entre Aime et Cluses sur une distance de 142 km. Elle a été remportée par l'Italien Dario Frigo (Tacconi Sport). Il devance dans le même temps le Belge Mario Aerts (Lotto-Adecco) et de deux secondes Giuseppe Guerini (Telekom). L'Américain Lance Armstrong (U.S. Postal Service) conserve la tête du classement général et le maillot jaune à l'issue de l'étape.

## Classement de l'étape
| \| Classement de l'étape \| Classement de l'étape \| Classement de l'étape \| Classement de l'étape \| Classement de l'étape \| \| Coureur \| Coureur \| Pays \| Équipe \| Temps \| \| --------------------- \| --------------------- \| --------------------- \| ------------------------------- \| --------------------- \| \| 1er \| Dario Frigo \| Italie \| Tacconi Sport \| 4 h 02 min 27 s \| \| 2e \| Mario Aerts \| Belgique \| Lotto-Adecco \| + 0 s \| \| 3e \| Giuseppe Guerini \| Italie \| Telekom \| + 2 s \| \| 4e \| David Moncoutié \| France \| Cofidis-Le Crédit par Téléphone \| + 2 min 55 s \| \| 5e \| Thor Hushovd \| Norvège \| Crédit Agricole \| + 2 min 58 s \| \| 6e \| Laurent Lefèvre \| France \| Jean Delatour \| + 2 min 58 s \| \| 7e \| Unai Osa \| Espagne \| iBanesto.com \| + 2 min 58 s \| \| 8e \| Marcos Serrano \| Espagne \| ONCE-Eroski \| + 2 min 58 s \| \| 9e \| Jörg Jaksche \| Allemagne \| ONCE-Eroski \| + 2 min 58 s \| \| 10e \| Carlos Sastre \| Espagne \| CSC-Tiscali \| + 2 min 58 s \| |                  |           |                                 |                 |
| |                  |           |                                 |                 |
| |                  |           |                                 |                 |
| Classement de l'étape |                  |           |                                 |                 |
| Coureur | Coureur          | Pays      | Équipe                          | Temps           |
| 1er | Dario Frigo      | Italie    | Tacconi Sport                   | 4 h 02 min 27 s |
| 2e | Mario Aerts      | Belgique  | Lotto-Adecco                    | + 0 s           |
| 3e | Giuseppe Guerini | Italie    | Telekom                         | + 2 s           |
| 4e | David Moncoutié  | France    | Cofidis-Le Crédit par Téléphone | + 2 min 55 s    |
| 5e | Thor Hushovd     | Norvège   | Crédit Agricole                 | + 2 min 58 s    |
| 6e | Laurent Lefèvre  | France    | Jean Delatour                   | + 2 min 58 s    |
| 7e | Unai Osa         | Espagne   | iBanesto.com                    | + 2 min 58 s    |
| 8e | Marcos Serrano   | Espagne   | ONCE-Eroski                     | + 2 min 58 s    |
| 9e | Jörg Jaksche     | Allemagne | ONCE-Eroski                     | + 2 min 58 s    |
| 10e | Carlos Sastre    | Espagne   | CSC-Tiscali                     | + 2 min 58 s    |

## Classement général
| \| Classement général \| Classement général \| Classement général \| Classement général \| Classement général \| \| Coureur \| Coureur \| Pays \| Équipe \| Temps \| \| ------------------ \| ------------------------- \| ------------------ \| ------------------ \| ------------------ \| \| 1er \| Lance Armstrong \| États-Unis \| US Postal Service \| DQ \| \| 2e \| Joseba Beloki \| Espagne \| ONCE-Eroski \| + 5 min 06 s \| \| 3e \| Raimondas Rumšas \| Lituanie \| Lampre-Daikin \| + 7 min 24 s \| \| 4e \| Santiago Botero \| Colombie \| Kelme-Costa Blanca \| + 10 min 59 s \| \| 5e \| José Azevedo \| Portugal \| ONCE-Eroski \| + 12 min 08 s \| \| 6e \| Igor González de Galdeano \| Espagne \| ONCE-Eroski \| + 12 min 12 s \| \| 7e \| Francisco Mancebo \| Espagne \| iBanesto.com \| + 12 min 28 s \| \| 8e \| Roberto Heras \| Espagne \| US Postal Service \| + 12 min 54 s \| \| 9e \| Levi Leipheimer \| États-Unis \| Rabobank \| DQ \| \| 10e \| Carlos Sastre \| Espagne \| CSC-Tiscali \| + 14 min 49 s \| |                           |            |                    |               |
| |                           |            |                    |               |
| |                           |            |                    |               |
| Classement général |                           |            |                    |               |
| Coureur | Coureur                   | Pays       | Équipe             | Temps         |
| 1er | Lance Armstrong           | États-Unis | US Postal Service  | DQ            |
| 2e | Joseba Beloki             | Espagne    | ONCE-Eroski        | + 5 min 06 s  |
| 3e | Raimondas Rumšas          | Lituanie   | Lampre-Daikin      | + 7 min 24 s  |
| 4e | Santiago Botero           | Colombie   | Kelme-Costa Blanca | + 10 min 59 s |
| 5e | José Azevedo              | Portugal   | ONCE-Eroski        | + 12 min 08 s |
| 6e | Igor González de Galdeano | Espagne    | ONCE-Eroski        | + 12 min 12 s |
| 7e | Francisco Mancebo         | Espagne    | iBanesto.com       | + 12 min 28 s |
| 8e | Roberto Heras             | Espagne    | US Postal Service  | + 12 min 54 s |
| 9e | Levi Leipheimer           | États-Unis | Rabobank           | DQ            |
| 10e | Carlos Sastre             | Espagne    | CSC-Tiscali        | + 14 min 49 s |

## Classements annexes
| Classement par points | Classement par points | Classement par points | Classement par points | Classement par points |
| Coureur               | Coureur               | Pays                  | Équipe                | Points                |
| --------------------- | --------------------- | --------------------- | --------------------- | --------------------- |
| 1er                   | Robbie McEwen         | Australie             | Lotto-Adecco          | 229 pts               |
| 2e                    | Erik Zabel            | Allemagne             | Telekom               | 229 pts               |
| 3e                    | Stuart O'Grady        | Australie             | Crédit Agricole       | 180 pts               |
| 4e                    | Baden Cooke           | Australie             | Fdjeux.com            | 162 pts               |
| 5e                    | Ján Svorada           | Tchéquie              | Lampre-Daikin         | 129 pts               |

| Classement par points | Classement par points | Classement par points | Classement par points | Classement par points |
| Coureur               | Coureur               | Pays                  | Équipe                | Points                |
| --------------------- | --------------------- | --------------------- | --------------------- | --------------------- |
| 1er                   | Robbie McEwen         | Australie             | Lotto-Adecco          | 229 pts               |
| 2e                    | Erik Zabel            | Allemagne             | Telekom               | 229 pts               |
| 3e                    | Stuart O'Grady        | Australie             | Crédit Agricole       | 180 pts               |
| 4e                    | Baden Cooke           | Australie             | Fdjeux.com            | 162 pts               |
| 5e                    | Ján Svorada           | Tchéquie              | Lampre-Daikin         | 129 pts               |

| Classement de la montagne | Classement de la montagne | Classement de la montagne | Classement de la montagne | Classement de la montagne |
| Coureur                   | Coureur                   | Pays                      | Équipe                    | Points                    |
| ------------------------- | ------------------------- | ------------------------- | ------------------------- | ------------------------- |
| 1er                       | Laurent Jalabert          | France                    | CSC-Tiscali               | 262 pts                   |
| 2e                        | Mario Aerts               | Belgique                  | Lotto-Adecco              | 178 pts                   |
| 3e                        | Santiago Botero           | Colombie                  | Kelme-Costa Blanca        | 162 pts                   |
| 4e                        | Lance Armstrong           | États-Unis                | US Postal Service         | DQ                        |
| 5e                        | Axel Merckx               | Belgique                  | Domo-Farm Frites          | 121 pts                   |

| Classement de la montagne | Classement de la montagne | Classement de la montagne | Classement de la montagne | Classement de la montagne |
| Coureur                   | Coureur                   | Pays                      | Équipe                    | Points                    |
| ------------------------- | ------------------------- | ------------------------- | ------------------------- | ------------------------- |
| 1er                       | Laurent Jalabert          | France                    | CSC-Tiscali               | 262 pts                   |
| 2e                        | Mario Aerts               | Belgique                  | Lotto-Adecco              | 178 pts                   |
| 3e                        | Santiago Botero           | Colombie                  | Kelme-Costa Blanca        | 162 pts                   |
| 4e                        | Lance Armstrong           | États-Unis                | US Postal Service         | DQ                        |
| 5e                        | Axel Merckx               | Belgique                  | Domo-Farm Frites          | 121 pts                   |

| Classement du meilleur jeune | Classement du meilleur jeune | Classement du meilleur jeune | Classement du meilleur jeune | Classement du meilleur jeune |
| Coureur                      | Coureur                      | Pays                         | Équipe                       | Temps                        |
| ---------------------------- | ---------------------------- | ---------------------------- | ---------------------------- | ---------------------------- |
| 1er                          | Ivan Basso                   | Italie                       | Fassa Bortolo                | 73 h 05 min 29 s             |
| 2e                           | Nicolas Vogondy              | France                       | Fdjeux.com                   | + 11 min 39 s                |
| 3e                           | Christophe Brandt            | Belgique                     | Lotto-Adecco                 | + 46 min 33 s                |
| 4e                           | Sylvain Chavanel             | France                       | Bonjour                      | + 49 min 35 s                |
| 5e                           | Haimar Zubeldia              | Espagne                      | Euskaltel-Euskadi            | + 53 min 49 s                |

| Classement du meilleur jeune | Classement du meilleur jeune | Classement du meilleur jeune | Classement du meilleur jeune | Classement du meilleur jeune |
| Coureur                      | Coureur                      | Pays                         | Équipe                       | Temps                        |
| ---------------------------- | ---------------------------- | ---------------------------- | ---------------------------- | ---------------------------- |
| 1er                          | Ivan Basso                   | Italie                       | Fassa Bortolo                | 73 h 05 min 29 s             |
| 2e                           | Nicolas Vogondy              | France                       | Fdjeux.com                   | + 11 min 39 s                |
| 3e                           | Christophe Brandt            | Belgique                     | Lotto-Adecco                 | + 46 min 33 s                |
| 4e                           | Sylvain Chavanel             | France                       | Bonjour                      | + 49 min 35 s                |
| 5e                           | Haimar Zubeldia              | Espagne                      | Euskaltel-Euskadi            | + 53 min 49 s                |

| Classement par équipes | Classement par équipes          | Classement par équipes | Classement par équipes |
| Équipe                 | Équipe                          | Pays                   | Temps                  |
| ---------------------- | ------------------------------- | ---------------------- | ---------------------- |
| 1re                    | ONCE-Eroski                     | Espagne                | 218 h 55 min 33 s      |
| 2e                     | US Postal Service               | États-Unis             | + 12 min 16 s          |
| 3e                     | iBanesto.com                    | Espagne                | + 18 min 55 s          |
| 4e                     | Cofidis-Le Crédit par Téléphone | France                 | + 24 min 34 s          |
| 5e                     | CSC-Tiscali                     | Danemark               | + 37 min 55 s          |

| Classement par équipes | Classement par équipes          | Classement par équipes | Classement par équipes |
| Équipe                 | Équipe                          | Pays                   | Temps                  |
| ---------------------- | ------------------------------- | ---------------------- | ---------------------- |
| 1re                    | ONCE-Eroski                     | Espagne                | 218 h 55 min 33 s      |
| 2e                     | US Postal Service               | États-Unis             | + 12 min 16 s          |
| 3e                     | iBanesto.com                    | Espagne                | + 18 min 55 s          |
| 4e                     | Cofidis-Le Crédit par Téléphone | France                 | + 24 min 34 s          |
| 5e                     | CSC-Tiscali                     | Danemark               | + 37 min 55 s          |